# Okręg wyborczy Mid Oxfordshire
Okręg wyborczy Mid Oxfordshire powstał w 1974 r. i wysyłał do brytyjskiej Izby Gmin jednego deputowanego. Okręg zlikwidowano w 1983 r.

## Deputowani do brytyjskiej Izby Gmin z okręgu Mid Oxfordshire
- 1974–1983: Douglas Hurd, Partia Konserwatywna